# 欧塞比奥·卡斯蒂利亚诺
欧塞比奥·卡斯蒂利亚诺（義大利語：Eusebio Castigliano，1921年2月9日—1949年5月4日），男，意大利足球运动员。他曾当选1945-1946赛季意甲联赛最佳射手。